# Volta (album)
Pour les articles homonymes, voir Volta.
Albums de Björk
Medúlla
(2004) Biophilia
(2011)
Volta est le 7e album studio de la chanteuse islandaise Björk. Cet album est porté sur l'émotionnel, l'impulsion, plus que sur la logique et l'attente. Il est moins introspectif que Medúlla. Il est composé de dix titres. Le premier, Earth Intruders, est une analogie entre la force de la nature (en particulier du tsunami de 2004) et celle d'un flot d'être humains.

## Liste des morceaux
1. Earth Intruders (coproduit par Timbaland & Danja, feat. Konono N°1) 6:13
2. Wanderlust (cuivres de dix Islandaises recrutées sur concours) 5:50
3. The Dull Flame of Desire (duo avec Antony Hegarty du groupe Antony and the Johnsons) 7:30, sur un poème de Fiodor Tiouttchev, tiré du film Stalker d'Andreï Tarkovski (1979)
4. Innocence (coproduit par Timbaland & Danja) 4:26
5. I See Who You Are (feat. Min Xiao-Fen) 4:21
6. Vertebrae by Vertebrae 5:07
7. Pneumonia 5:13
8. Hope 4:02
9. Declare Independence 4:10
10. My Juvenile (duo avec Antony Hegarty) 4:01

Bonus :
1. I See Who You Are (Mark Bell mix), uniquement au Royaume-Uni, au Japon et pour les précommandes iTunes Music Store 4:06
2. Earth Intruders (edit de Mark Stent), pour les précommandes iTunes 4:26
3. Innocence (Mark Stent mix), pour les précommandes iTunes 4.21

## Singles
- Earth Intruders (2007)
- Innocence (2007)
- Declare Independence (2007)
- Wanderlust (2008)
- The Dull Flame of Desire (2008)

## Clip
- Le clip vidéo de Earth Intruders est réalisé par Michel Ocelot, réalisateur, entre autres, des films d'animation Kirikou et la Sorcière et Azur et Asmar.

## Ventes
L’album a été numéro 1 des ventes d’albums en Norvège, en Islande, au Danemark et en Israël. Il s’est hissé à la 3e place en France à sa sortie et a cumulé 57 400 ventes en 2007.